# Kazuki Hiramoto
Kazuki Hiramoto (平本 一樹 Hiramoto Kazuki?, nacido el 18 de agosto de 1981 en Tokio) es un futbolista japonés que se desempeña como delantero.

## Trayectoria

### Clubes
| Club              | País  | Año         |
| ----------------- | ----- | ----------- |
| Tokyo Verdy       | Japón | 1999 - 2017 |
| Yokohama FC       | Japón | 2007        |
| FC Machida Zelvia | Japón | 2012        |
| Ventforet Kofu    | Japón | 2013        |

## Estadística de carrera

### J. League
| Club              | Año   | J. League | J. League | Copa J. League | Copa J. League | Total | Total |
| Club              | Año   | Part.     | Goles     | Part.          | Goles          | Part. | Goles |
| ----------------- | ----- | --------- | --------- | -------------- | -------------- | ----- | ----- |
| Verdy Kawasaki    | 1999  | 6         | 1         | 1              | 0              | 7     | 1     |
| Verdy Kawasaki    | 2000  | 9         | 1         | 2              | 0              | 11    | 1     |
| Tokyo Verdy       | 2001  | 7         | 0         | 1              | 0              | 8     | 0     |
| Tokyo Verdy       | 2002  | 25        | 2         | 4              | 2              | 29    | 4     |
| Tokyo Verdy       | 2003  | 28        | 5         | 6              | 0              | 34    | 5     |
| Tokyo Verdy       | 2004  | 25        | 6         | 6              | 2              | 31    | 8     |
| Tokyo Verdy       | 2005  | 26        | 6         | 5              | 1              | 31    | 7     |
| Tokyo Verdy       | 2006  | 40        | 15        | -              | -              | 40    | 15    |
| Tokyo Verdy       | 2007  | 3         | 0         | -              | -              | 3     | 0     |
| Yokohama FC       | 2007  | 14        | 3         | 1              | 0              | 15    | 3     |
| Tokyo Verdy       | 2008  | 23        | 2         | 1              | 0              | 24    | 2     |
| Tokyo Verdy       | 2009  | 30        | 5         | -              | -              | 30    | 5     |
| Tokyo Verdy       | 2010  | 32        | 10        | -              | -              | 32    | 10    |
| Tokyo Verdy       | 2011  | 11        | 0         | -              | -              | 11    | 0     |
| FC Machida Zelvia | 2012  | 36        | 6         | -              | -              | 36    | 6     |
| Ventforet Kofu    | 2013  | 23        | 3         | 4              | 27             |       |       |
| Tokyo Verdy       | 2014  | 30        | 3         | -              | -              | 30    | 3     |
| Tokyo Verdy       | 2015  | 30        | 5         | -              | -              | 30    | 5     |
| Tokyo Verdy       | 2016  | 15        | 1         | -              | -              | 15    | 1     |
| Tokyo Verdy       | 2017  | 0         | 0         | -              | -              | 0     | 0     |
| Total             | Total | 413       | 74        | 31             | 5              | 444   | 79    |

## Palmarés

### Títulos nacionales
| Título             | Club        | País  | Año  |
| ------------------ | ----------- | ----- | ---- |
| Copa del Emperador | Tokyo Verdy | Japón | 2004 |